# Copelatus aphroditae
Copelatus aphroditae es una especie de escarabajo buceador del género Copelatus, de la subfamilia Copelatinae, en la familia Dytiscidae. Fue descrito por Balke en 2003.